# Josef Hartmann (Politiker, 1662)
Josef Hartmann (geb. 1662 in Fontanella, Großes Walsertal in Vorarlberg; gest. am 17. Mai 1732 in Wien) war ein österreichischer Politiker, Richter und Wiener Bürgermeister. Aus einer Bauernfamilie stammend, war im Laufe seines Lebens in verschiedensten Positionen, unter anderem: Jurist, Richter, Stadtrat und zweimal Bürgermeister von Wien.

## Leben
Gemäß neueren Untersuchungen der Taufbücher in der Gemeinde Sonntag, Fontanella und Damüls soll Josef Hartmann bereits am 25. August 1662 in Damüls getauft worden sein. Der Vater waren demnach Peter Hartmann (Sohn des Josef Hartmann und der Katharina Hartmannin. Peter wurde getauft am 11. Februar 1625 in Sonntag, gest. 1. Juli 1691 in Fontanella), verheiratet seit 29. Mai 1650 mit Afra Domigin (geb. um 1623, gest. 4. Juli 1681 auf Alpe Kriegboden). Aus dieser Ehe stammen vier Kinder. Josef Hartman habe daher drei Geschwister gehabt, Christian (getauft: 8. September 1651 in Damüls, gest. 17. September 1676 in Fontanella), Maria (getauft: 24. März 1653 in Sonntag) und noch eine Maria (getauft: 6. Januar 1657 in Sonntag).
Josef Hartmann war Doktor der Rechte. Wo Hartmann seine Studien absolvierte und den Titel Dr. jur. erlangte, ist unbekannt. Er wurde 1702 Urteilsschreiber in Wien (Beamter). 1703 erhielt er das Bürgerrecht von Wien und wurde 1704 Stadtgerichtsbeisitzer. 1708 wurde er Gegenhandler. 1710 wurde er Mitglied des Inneren Rats und gehörte dreißig Jahre dem Wiener Stadtrat an. 1713–1716 und 1721–1724 war er Stadtrichter, 1717 bis 1720 und 1725/1726 Bürgermeister von Wien.
Die 1725 geschaffene erste Wiener Bauordnung soll wesentlich auf Hartmann zurückzuführen sein.
Hartmann heiratete am 3. Dezember 1712 in der Kirche St. Stephan die Maria Anna Puechenegg (gest.: 20. Mai 1730). Die Familie wohnte ab 1721 in der Wien Innere Stadt in einer Dienstwohnung (Am Hof Nr. 9). Der Ehe entstammten vier Kinder.

## Stiftung

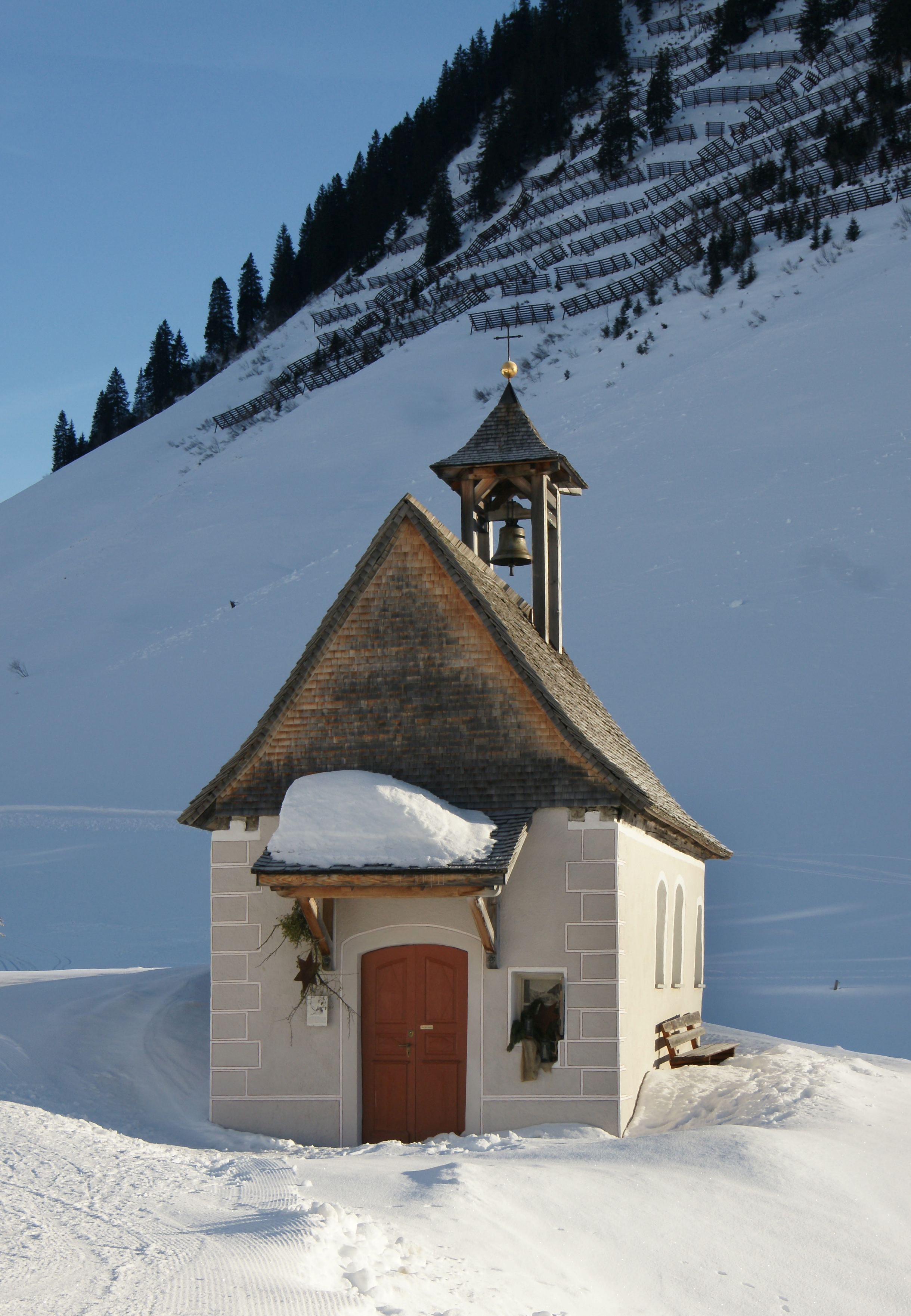
Kapelle Hl. Anna in Fontanella - Faschina (denkmalgeschützt, ObjektID: 87837).

Um 1700 (oder 1717) stiftete Hartmann die Kapelle Hl. Anna in Faschina (1951/52 restauriert).

## Vermögen
Hartmann galt als sehr geschäftstüchtig und vermögend. 1712 z. B. kaufte er ein unbebautes Grundstück, auf welches um 1724 ein Gebäude des Baumeisters Jakob Oeckhl (Palais Oeckhl) errichtet war. Bei seinem Tod 1732 hinterließ er ein Vermögen von über 130.000 Gulden, welche fast zur Hälfte aus festverzinslichen Obligationen bestanden haben sollen (Oberkammeramt, Stadtbanco). Ihm gehörten zwei Häuser in der Inneren Stadt und jedes der Kinder soll 3200 Gulden in bar geerbt haben.